# Джон Ґріґґз Томпсон
Джон Ґріґґз Томпсон (англ. John Griggs Thompson; нар. 13 жовтня 1932, Оттава, штат Канзас, США) — математик, відомий своєю роботою в галузі скінченних груп, лауреат Філдсівської премії 1970 року, премії Вольфа 1992 року і Абелівської премії 2008 року.

## Життєпис
Отримав ступінь бакалавра мистецтв в Єльському університеті в 1955 і докторський ступінь в Чиказькому університеті в 1959 під керівництвом Маклейна.
Провівши деякий час на факультеті математики в університеті Чикаго, він у 1970 зайняв посаду Роуз Болл професора математики в Кембриджського університету, Англія, а потім переїхав до математичного факультету Університету Флориди, як професор-дослідник. В наш час[коли?] він почесний професор з чистої математики в Кембриджському університеті, і професор з математики в Університеті Флориди. Він отримав Абелівську премію 2008 року разом з Жаком Тітсом.

## Робота
Докторська дисертація Томпсона вже містила потужні інноваційні технології і включала розв'язок задачі теорії скінченних груп, яка стояла біля шістдесяти років про нільпотентність ядер Фробеніуса. У той час це досягнення було відзначено в Нью-Йорк Таймс (хоча, на жаль, приналежність університету вказана там неправильно).
Томпсон став ключовою фігурою в класифікації скінченних простих груп. У 1963 році він і Волтер Фейт довели, що всі неабелеві звичайні прості групи мають парний порядок (Стаття з теоремою Фейта-Томпсона про непарність порядку заповнила весь номер журналу Pacific Journal of Mathematics). Ця робота була нагороджена премією Коула в 1965 році по алгебрі Американським математичним товариством. Його монументальні роботи про N-групи класифікували всі скінченні прості групи, для яких нормалізатор кожної нетотожної вирішуваної підгрупи можна вирішити. Це включає, як побічний продукт, класифікацію всіх мінімальних простих скінченних груп (тих, для яких кожна власна підгрупа вирішувана). Ця робота мала великий вплив на подальші події в класифікації простих скінченних груп, а також була вказана Річардом Брауером під час нагородження Томпсона Філдсівською премією в 1970 році.
Група Томпсона Th — одна з 26 спорадичних скінченних простих груп. Томпсон також вніс великий внесок в розв'язання зворотної задачі Галуа. Він знайшов критерій по якому скінченна група є групою Галуа, звідки випливає зокрема, що проста група монстра є групою Галуа.

## Подальше визнання
У 1971 обраний до академії наук США.
У 1982 нагороджений премією Бервіка старшого (Лондонське математичне товариство), а в 1988 отримав почесний ступінь доктора наук в Оксфордському університеті.
Отримав премію Вольфа в 1992 і є єдиною людиною, окрім Жан-П'єр Серра, яка отримала всі три премії Медаль Філдса, премію Вольфа, і Абелівську премію. Томпсон був нагороджений Національною медаллю науки США у 2000. Він є членом Лондонського наукового королівського товариства (Велика Британія), від якого отримав медаль Сільвестра, та членом Норвезької академії наук і літератури